# Państwowy Instytut Technologii w Hamirpurze
Państwowy Instytut Technologii w Hamirpurze (National Institute of Technology, Hamirpur lub NIT Hamirpur) – jeden z dwudziestu państwowych, indyjskich uniwersytetów kształcących inżynierów i architektów.

## Historia
Uczelnia została założona w 1986 roku jako Regionalny College Inżynieryjny. 26 czerwca 2002 roku college został podniesiony do rangi uniwersytetu.

## Departamenty uniwersyteckie
- nauki stosowane i przedmioty humanistyczne
- architektura
- inżynieria cywilna
- informatyka i inżynieria
- inżynieria elektryczna
- elektronika i inżynieria komunikacyjna
- inżynieria mechaniczna